# Вечная память погибшим в боях за Родину (братская могила)

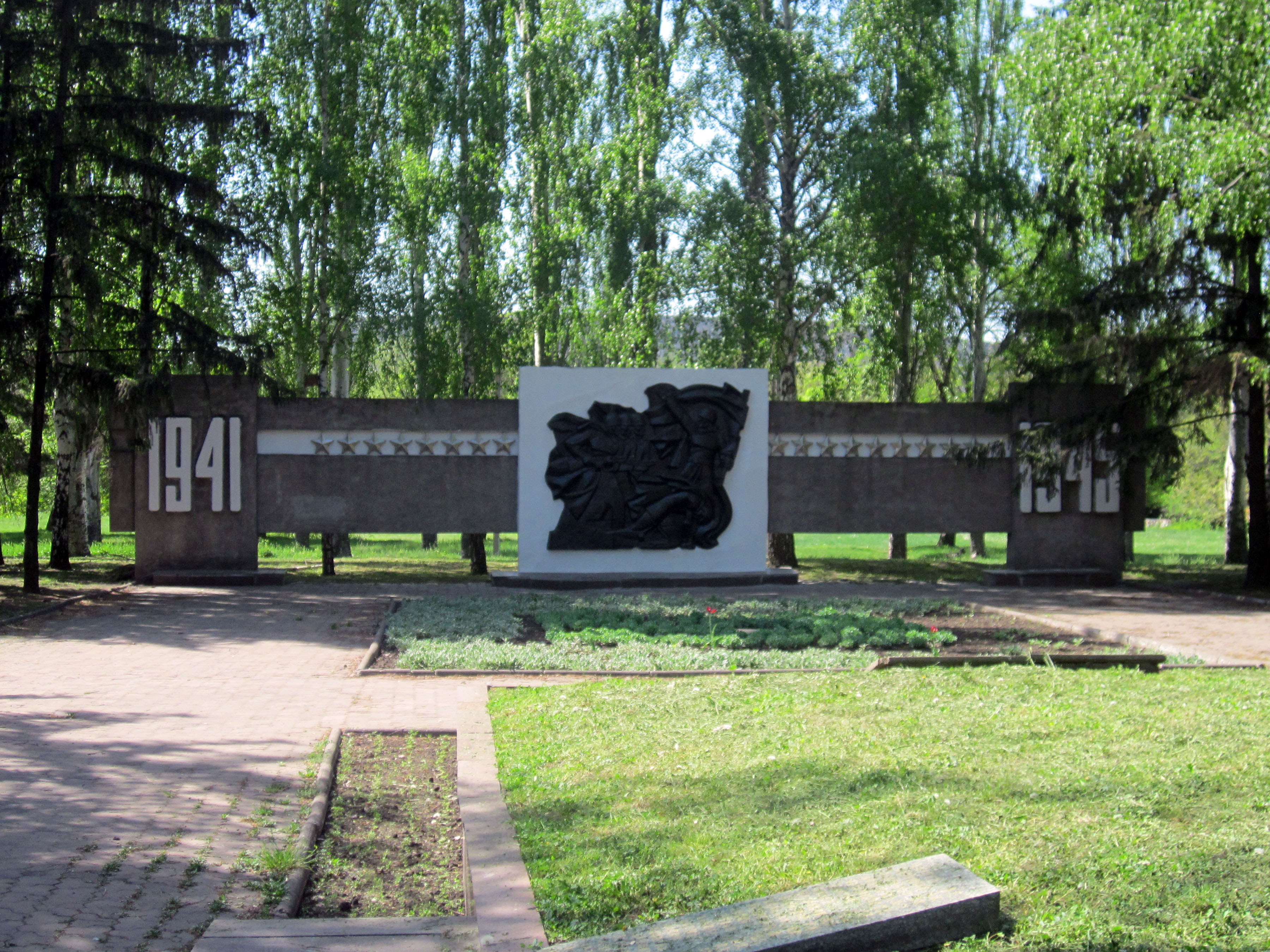

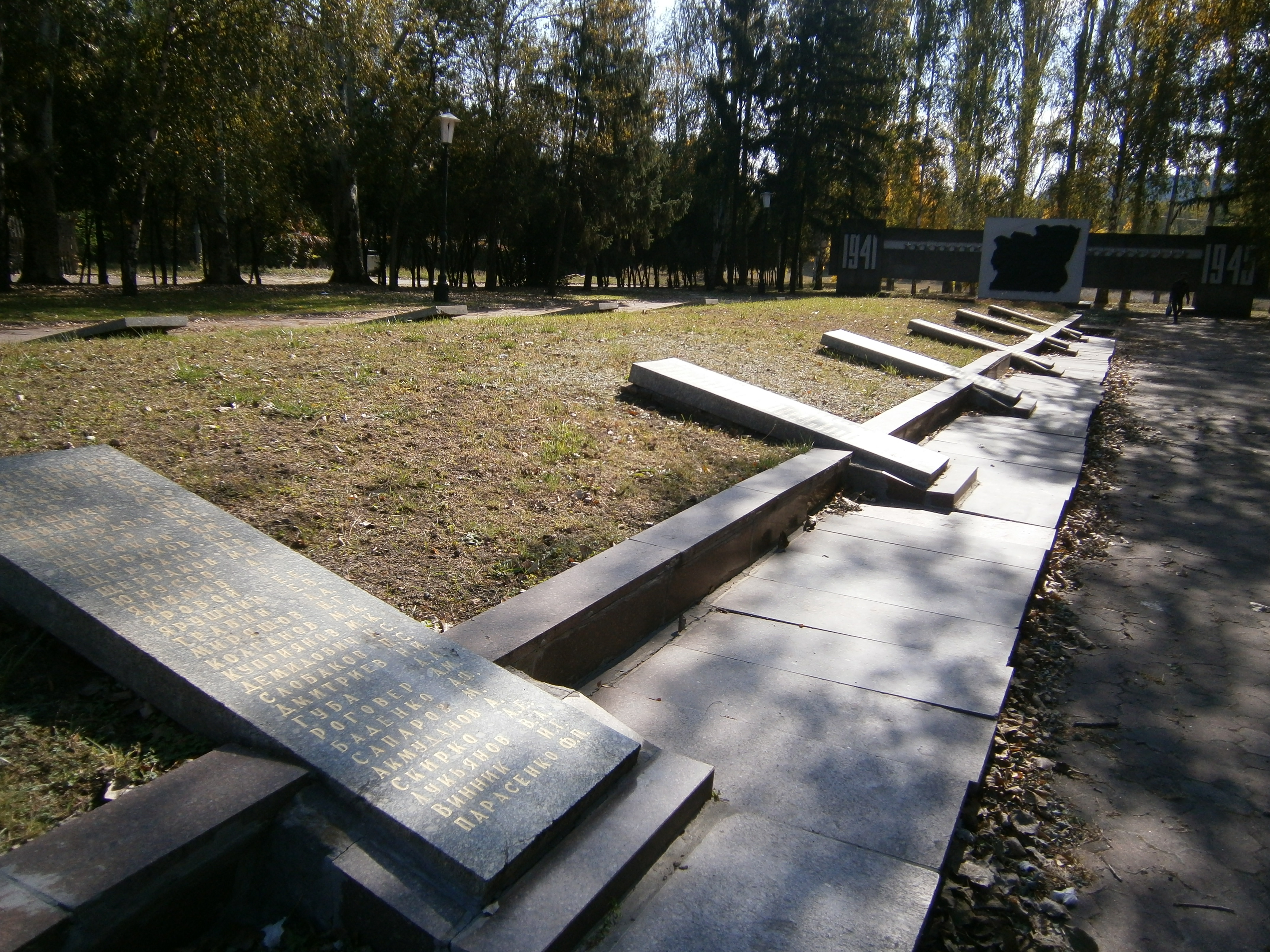

Братская могила советских воинов «Вечная память погибшим в боях за Родину» — памятник Великой Отечественной войны в Терновском районе города Кривой Рог Днепропетровской области.

## История
В октябре 1943 года части 188-й, 92-й гвардейских стрелковых дивизий и 10-й гвардейской воздушно-десантной дивизии 37-й армии освободили северные рудники города Кривой Рог от немецких оккупантов. В братской могиле похоронены советские воины, погибшие при освобождении рудников Первомайского шахтоуправления.
24 января 1959 года на братской могиле открыт обелиск со звездой. Авторы — группа инженеров института «Гипроредмет».
8 августа 1970 года, решением № 618 Днепропетровского облисполкома, памятник взят на государственный учёт под охранным номером 1670.
В ноябре 1976 года прошла реконструкция, установлена стела с изображением эпизода атаки. Авторы — художники Первомайского рудоуправления Д. Вареник и Н. Пономаренко.

## Памятник
Объект расположен в сквере перпендикулярно улице Ивана Сирко. Весь комплекс находится ниже уровня улицы, поэтому к нему от тротуара ведут три ступени из розового гранита.
Братская могила имеет вид прямоугольного задернованного холма с плоским верхом размерами 36×4,1×0,4 м. Ограждена парапетом облицованным полированными коричневыми гранитными плитками. Расстояние между ограждениями обелиска и братской могилой 6,3 м. На склоне холма с короткой стороны могилы лежит полированная гранитная плита размерами 1,4×0,8 м, с отчеканенной 4-строчной надписью на русском языке: «ИМЯ ТВОЕ / НЕИЗВЕСТНО, / ПОДВИГ ТВОЙ / БЕССМЕРТЕН». Надпись выполнена золотым цветом, под ней с левой стороны расположены звезда и лавровая ветвь. На противоположной стороне выложены 6 прямоугольных полированных гранитных плит, на четырех из которых запечатлены фамилии и инициалы 19 похороненных воинов. К плитам ведут две ступени. Вдоль длинных сторон могилы уложено по 6 прямоугольных памятных серых полированный гранитных плит размерами 1,85×0,9 м, на расстоянии 3,4 м друг от друга. Общая площадь могилы — 147,6 м². В 5,55 м от газона — декоративная стена размерами 5,1×4×0,5 м в центре которой рельефом атакующего воина на фоне флага. Пьедестал облицован серым гранитом. По краям стены — две стелы серого цвета размерами 2×4×0,5 м, с объёмными цифрами: 1941 и 1945 высотой по 2 м. Все три стелы объединяет бетонная стена длиной 20 м и шириной 3 м, на которой в горизонтальных нишах расположены объёмные пятиконечные звёзды из нержавеющей стали: 8 слева и 9 справа.
Вечный огонь в виде объёмной металлической пятиконечной звезды с размахом лучей 2,65 м. Вокруг него венок из дубовых листьев, перевязанный широкой лентой. Звезда расположена на квадратном постаменте в плане формы размерами 2,84 м, высотой 15 см.
Обелиск изготовлен из прямоугольных блоков серого квадратного камня в плане формы выложенных в 17 рядов. Верх имеет форму пирамиды, на которую установлена металлическая звезда золотистого цвета в венке из дубовых листьев такого же цвета. Обелиск стоит на 5-ярусном постаменте из блоков. Все части квадратного постамента в плане формы. На лицевой стороне третьего поста яруса размещена чугунная мемориальная плита размерами 1,5×0,9 м, ограниченная рамкой. На плите надпись на русском языке в 8 строк: «1941—1945 / ВЕЧНАЯ / ПАМЯТЬ / ГЕРОЯМ, / ПАВШИМ / В БОЯХ / ЗА / РОДИНУ».
Обелиск расположен на земляном холме прямоугольной в плане формы размерами по низу 15×15 м, высотой 1 м. Холм засажен травой и огражден бордюром. На бордюре на расстоянии 2,65 м друг от друга установлено 18 каменных столбиков, имеющих форму снарядов, диаметром 0,25 м, высотой 0,75 м. Между ними протянута чугунная цепь, закреплённая на кольцах на высоте 0,4 м от бордюра. С лицевой и оборотной стороны к обелиску ведут ступени из блоков серого камня.
По данным Терновского райвоенкомата за 1993 год в братской могиле похоронен 401 военнослужащий. Согласно списку увековеченных воинов, по состоянию на 2017 год установлены данные по 409 погибшим.